# 연안 전투
연안 전투(延安戰鬪)는 1592년 8월 28일부터 9월 2일까지 연안에서 황해도 초토사 이정암과 구로다 나가마사의 3군이 싸워 왜군을 물리친 전투를 말한다.
본래 이조참의였던 이정암은 임진왜란 발발 후 선조가 몽진을 떠나자 따라가려 했으나 낙오되어 체직되었다. 이정암은 개성 유수 이정형과 개성을 수비하다가 개성이 함락되자 탈출해 백천에 도착한다. 백천에서 김덕성과 박춘영의 추대로 의병장이 되어 의병을 모집했고, 이정암은 조정으로부터 황해도 초토사라는 직위를 받아 옛날 자신이 부사로 있었던 연안으로 들어간다.
이정암이 연안 부사로 있을 적에 이정암은 백성들에게 많은 선정을 베풀어 존경을 받고 있었고, 이정암은 연안읍성을 지키기로 결정하며 "내가 드디어 죽을 곳을 찾았다."고 말한다.
연안은 1591년 연안 부사였던 신각이 미리 전쟁 준비를 해 성을 수리하고 군량, 무기를 비축하는 등의 전쟁 준비가 되어 있었고, 이는 후에 이정암이 연안을 지키는 데 큰 도움이 된다.
그러던 중 1592년 8월 28일, 왜군 3군 대장인 구로다 나가마사의 선봉대 약 1천여 명이 연안에 접근했고, 왜군의 기세를 보아 이정암에게 성을 버리자는 제안도 했으나, 이정암은 거부한다.
왜군은 성을 포위하고 사신을 보내 작은 성으로 대군을 이길 수 없으니 항복하라는 서신을 보냈으나, 이정암은 사신에게 "너희는 병(兵)으로 싸우나 우리는 의(義)로써 싸운다"라는 글을 써 보낸다.
그 후, 적병 하나가 말에 올라타고 성 쪽으로 엉덩이를 까고 볼기짝을 두드리며 도발을 했는데, 이출이 활을 꺼내고 발사해서 화살이 적병의 엉덩이에 명중해 말에서 떨어지니, 폭소가 터졌고, 이 날 오후엔 왜군의 장수 같은 자가 백마를 타고 성 주위에 접근하자 수문장 장응기가 활을 쏘아 적장의 가슴을 명중시켰고, 재빨리 성문을 열고 나가 적장의 목을 베어 와 의병의 사기가 올라갔다.
이날 밤, 왜군이 사다리차를 타고 접근해 성 안에 불화살로 공격해 화재가 났으나, 때마침 역풍이 불어 바람이 바뀌어 화재는 진압되고, 오히려 불이 왜군 진영에 번져 왜군이 당황했다.
8월 29일, 왜군은 본격적으로 조총을 쏘며 돌격했고, 이정암은 성벽에 오르는 왜군에게만 활을 쏘게 해 장기전에 대비하고, 끓는 물을 붙는 등 연안을 방어했다.
9월 1일, 왜군 대장 구로다 나가마사가 직접 5000의 군사를 이끌고 지휘했다. 의병은 무기가 될 만한 것은 모두 집어던지며 왜군에 저항했으나, 수가 열세였던 조선 의병과 백성들은 수세에 몰렸다. 왜군의 공격으로 성이 함락될 위기에 처하자 이정암은 장작을 쌓아 그 위에 올라앉고 아들 이준을 불러 이렇게 말했다.
"이 성이 함락되면 여기에 불을 지르라. 왜군의 손에 모욕을 당하느니 여기서 불에 타 죽겠다."
군사들은 이를 보고 더 힘을 내어 전투에 임했고, 결국 9월 2일 왜군이 퇴각했다.
또한, 도망치는 왜군의 후미를 추격해 우마 90여 필, 쌀 130석을 얻기도 했다.
연안성의 승리로 인해 조선은 황해도 최대의 곡창지대인 연백평야를 지켜낼 수 있었고 선조가 있던 의주와 충청, 전라도의 교통로가 확보되었다.
전투가 끝난 후 이정암은 조정에 장계를 올렸는데, 이 장계 덕에 이정암이 오래도록 잊혀지지 않는 계기가 된다.
| “ | 적이 28일 성을 포위했다가 2일에 포위를 풀고 돌아갔다. | ” |

당시 전투에 참여한 장수들이 선조에게 올린 장계의 양은 만만치 않았다. 이순신 장군의 보고서만 봐도 세세한 내용에다가 군졸이 어떤 부상을 입었는가까지도 기록해 양이 엄청나고, 다른 장수들의 보고서 또한 그와 같이 자세하게 보고하는 게 일반적이었다. 유례 없는 한 줄짜리 장계를 받은 조정은 당황했으나, 후에 3배가 넘는 왜군과 맞서 싸워 이겼다는 자세한 사항이 알려지자 조정은 이정암의 겸손함을 칭찬하였다.
임진왜란이 끝난 후에 이정암은 연안 대첩 승리의 공으로 선무공신 2등에 오르고 월천부원군에 추봉되었다.